# 波道帕耶
波道帕耶（羅馬化：Bodawpaya，1745年3月11日—1819年6月5日），《清史稿》稱之為孟雲，雍笈牙之子，是緬甸貢榜王朝的君主。1782年，波道帕耶正式接任貢榜王朝君主，統治上緬甸地區，並將該王朝國都移至中緬甸的阿馬拉布拉。
波道帕耶在任內曾出兵暹罗:109，同時也將阿拉干併入緬甸。1819年，波道帕耶逝世，由孙子巴吉道接替他出任缅甸国王:79-80。